# Renée Tondelli
Renée Tondelli é um sonoplasta e diretor de som estadunidense. Foi indicado ao Oscar de melhor edição de som na edição de 2017 pelo filme Deepwater Horizon. Destacou-se também por seu trabalho em American Hustle, Django Unchained e Memoirs of a Geisha.